# Exochus albiceps
Exochus albiceps là một loài tò vò trong họ Ichneumonidae.